# Los niños salvajes
Los niños salvajes (Els nens salvatges) es una película española estrenada en 2012 y dirigida por Patricia Ferreira.
Fue nominada en la XXVII edición de los Premios Goya en las categorías de mejor actor revelación (Àlex Monner), actriz revelación (Cati Solivellas) y mejor canción original por Líneas Paralelas de Pablo Cervantes. En esta última nominación se produjo el momento más lamentable de la gala al nombrarse por error como ganador a Pablo Cervantes rectificando los presentadores posteriormente para dar el Goya a Silvia Pérez Cruz por su tema No te puedo encontrar de la película Blancanieves.

## Sinopsis
Àlex, Gabi y Oki son compañeros de instituto. Cada uno pertenece a una clase social, pero tienen en común sentirse incomprendidos por sus padres. Àlex tiene habilidad para dibujar grafitis. Una universidad de Ámsterdam organiza un curso de verano para esta especialidad y decide trabajar para ganar dinero y poder asistir, saltándose las clases del instituto. El padre de Gabi Está más preocupado de su participación en un campeonato que de sus notas y lo hace entrenar todas las tardes en su gimnasio. Oki asiste al mismo gimnasio a clases de flamenco por voluntad de su madre, y a la salida se suele juntar con Gabi, el cual se hace amigo de Àlex a raíz de defender entre ambos a un compañero en una pelea. Entre los tres nace una amistad que les llevará a consecuencias inesperadas.

## Reparto
- Marina Comas como Laura (Oky).
- Àlex Monner como  Àlex (Dens).
- Albert Baró como Gabi (Shaps).
- Francesc Orella como Ángel (padre de Oky).
- Clara Segura como Laura (madre de Oky).
- José Luis García Pérez como Luis (padre de Gabi).
- Montse Germán como Elisa (madre de Gabi).
- Eduardo Velasco como Antonio (padre de Àlex).
- Emma Vilarasau como Judith (directora del instituto).
- Aina Clotet como Julia (orientadora del instituto).
- Cati Solivellas como Lola (profesora tutora).
- Marc Rodríguez como Vicenç "El bacterio" (profesor).
- Lluís Villanueva como Jesús (profesor).
- Ana Fernández como Rosa (profesora).
- Marisol Membrillo como Raquel (profesora).
- Mercè Pons como Fiscal interrogador.
- Xavier Ripoll como Psicólogo interrogador.
- Christian Vendrell como chico del gimnasio.
- Pau Escobar como Héctor Soto.

## Palmarés cinematográfico
XXVII edición de los Premios Goya
| Categoría               | Persona          | Resultado |
| ----------------------- | ---------------- | --------- |
| Mejor actriz revelación | Cati Solivellas  | Nominada  |
| Mejor actor revelación  | Àlex Monner      | Nominado  |
| Mejor canción original  | Líneas paralelas | Nominada  |

Festival de Málaga de Cine Español
| Categoría                                     | Persona                            | Resultado |
| --------------------------------------------- | ---------------------------------- | --------- |
| Biznaga de Oro a la Mejor Película            | Biznaga de Oro a la Mejor Película | Ganadora  |
| Biznaga de Plata al Mejor Guion               | Patricia Ferreira y Virginia Yagüe | Ganadoras |
| Biznaga de Plata a la Mejor Actriz de Reparto | Aina Clotet                        | Ganadora  |
| Biznaga de Plata al Mejor Actor de Reparto    | Àlex Monner                        | Ganador   |

1. ↑  ex aequo con Álvaro Cervantes